# Praia dos Ingleses

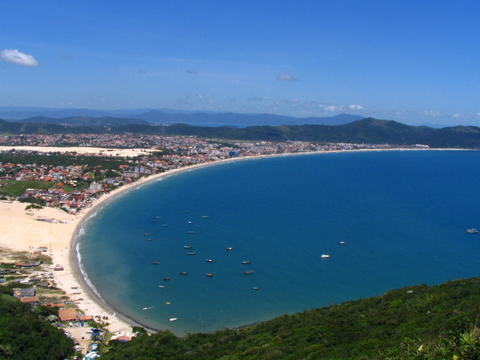
Praia dos Ingleses, vista desde el camino que lleva al morro al este de la playa. Puede verse el extremo norte de las dunas y el tejido urbano del barrio. Al fondo, los morros del continente.

Praia dos Ingleses es una playa situada en el barrio Ingleses, en el norte de la isla de Santa Catarina, en el municipio de Florianópolis, capital del Estado de Santa Catarina, Brasil.
Es una playa con 4,83 km de extensión, mar abierto, mucha arena, aguas azules y tibias y con pocas olas. En las dunas del lugar se practica sandboard. También se realizan paseos náuticos. 
Al norte de Praia dos Ingleses, se encuentra Praia Brava, y al sur, Praia do Santinho, también en el distrito de Ingleses do Rio Vermelho.